# Kvarntjärnen (Sundsjö socken, Jämtland)
Kvarntjärnen är en sjö i Bräcke kommun i Jämtland och ingår i Ljungans huvudavrinningsområde.